# Xeniya Sydorenko
Xeniya Sydorenko –en ucraniano, Ксенія Сидоренко– (Járkov, 2 de julio de 1986) es una deportista ucraniana que compitió en natación sincronizada.
Participó en cuatro Juegos Olímpicos de Verano entre los años 2008 y 2020, obteniendo una medalla de bronce en Tokio 2020 en la prueba de equipo. Ganó dos medallas en el Campeonato Mundial de Natación de 2017, y dieciocho medallas en el Campeonato Europeo de Natación entre los años 2008 y 2021.

## Palmarés internacional
| Juegos Olímpicos   | Juegos Olímpicos         | Juegos Olímpicos  | Juegos Olímpicos  |
| Año                | Lugar                    | Medalla           | Prueba            |
| ------------------ | ------------------------ | ----------------- | ----------------- |
| 2020               | Tokio (Japón)            | Medalla de bronce | Equipo            |
| Campeonato Mundial |                          |                   |                   |
| Año                | Lugar                    | Medalla           | Prueba            |
| 2017               | Budapest (Hungría)       | Medalla de plata  | Combinación libre |
| 2017               | Budapest (Hungría)       | Medalla de bronce | Equipo libre      |
| Campeonato Europeo |                          |                   |                   |
| Año                | Lugar                    | Medalla           | Prueba            |
| 2008               | Eindhoven (Países Bajos) | Medalla de bronce | Dúo               |
| 2008               | Eindhoven (Países Bajos) | Medalla de bronce | Equipo            |
| 2008               | Eindhoven (Países Bajos) | Medalla de bronce | Combinación libre |
| 2010               | Budapest (Hungría)       | Medalla de bronce | Dúo               |
| 2010               | Budapest (Hungría)       | Medalla de bronce | Equipo            |
| 2010               | Budapest (Hungría)       | Medalla de bronce | Combinación libre |
| 2012               | Eindhoven (Países Bajos) | Medalla de plata  | Equipo            |
| 2012               | Eindhoven (Países Bajos) | Medalla de plata  | Combinación libre |
| 2012               | Eindhoven (Países Bajos) | Medalla de bronce | Dúo               |
| 2014               | Berlín (Alemania)        | Medalla de oro    | Combinación libre |
| 2014               | Berlín (Alemania)        | Medalla de plata  | Equipo            |
| 2016               | Londres (Reino Unido)    | Medalla de oro    | Equipo libre      |
| 2016               | Londres (Reino Unido)    | Medalla de plata  | Equipo técnico    |
| 2016               | Londres (Reino Unido)    | Medalla de plata  | Combinación libre |
| 2021               | Budapest (Hungría)       | Medalla de oro    | Equipo libre      |
| 2021               | Budapest (Hungría)       | Medalla de oro    | Combinación libre |
| 2021               | Budapest (Hungría)       | Medalla de oro    | Rutina especial   |
| 2021               | Budapest (Hungría)       | Medalla de plata  | Equipo técnico    |